# Estado de Sokoto
El estado de Sokoto es uno de 36 estados en los que se divide la República Federal de Nigeria.

## Localidades con población en marzo de 2016
- Binji 140,800
- Bodinga 235,300
- Dange Shuni 261,100
- Gada 336,200
- Goronyo 245,800
- Gudu 128,800
- Gwadabawa 312,600
- Illela 202,700
- Isa 202,800
- Kebbe 166,200
- Kware 181,000
- Rabah 201,300
- Sabon Birni 280,100
- Shagari 211,800
- Silame 141,200
- Sokoto North 314,500
- Sokoto South 266,800
- Tambuwal 305,000
- Tangaza 154,900
- Tureta 92,300
- Wamakko 242,000
- Wurno 219,200
- Yabo 155,600

## Superficie y límites
El estado posee una superficie de 25.973 kilómetros cuadrados y limita al norte y noroeste con la República de Níger, al este y sur con el estado de Zamfara y al oeste y sudoeste con el estado de Kebi.

## Población
Según el censo del año 2006, la población se eleva a 3,702,676 personas. La densidad poblacional es de 142.5 habitantes por cada kilómetro cuadrado de esta división administrativa.

## Historia
El estado fue creado en 1967 con el nombre de "North-Western State". Posteriormente, su territorio fue sufriendo numerosas modificaciones a partir de la creación de nuevos estados. Así, en 1976 cedió territorios para la creación del estado de Níger y en 1991 hizo lo propio para la creación del estado de Kebbi. Finalmente, en 1996 una porción de Sokoto fue cedida para la creación del estado de Zamfara.

## Sociedad y cultura
Las dos etnias mayoritarias del estado son los hausa y los fulani. En lo religioso, predominan ampliamente los musulmanes.

## Economía
El estado es eminentemente agrícola y se estima que el 90% de la población trabaja en actividades ligadas a la agricultura. Los principales cultivos son: mijo, maíz, arroz, cacahuate, caña de azúcar y tabaco.
También son importantes los vegetales, destacándose el cultivo de mango, naranja, plátanos, papaya, lechuga y espinaca.

## Localidades
Este estado se subdivide internamente en un total de veintitrés localidades a saber:
| - Binji - Bodinga - Dange-shuni - Gada - Goronyo - Gudu - Gwadabawa - Illela - Isa - Kebbe - Kware - Rabah |  | - Sabon-Birni - Shagari - Silame - Sokoto-North - Sokoto-South - Tambuwal - Tangaza - Tureta - Wamako - Wurno - Yabo |